# Stadsfiets

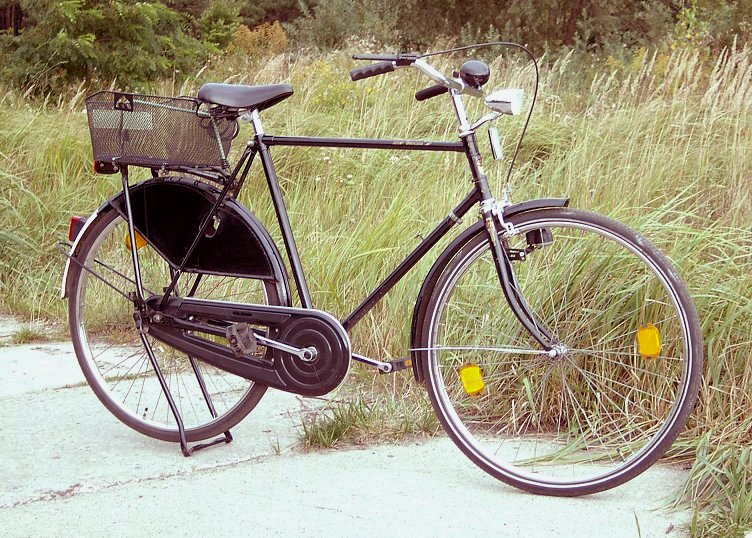
Klassieke stadsfiets

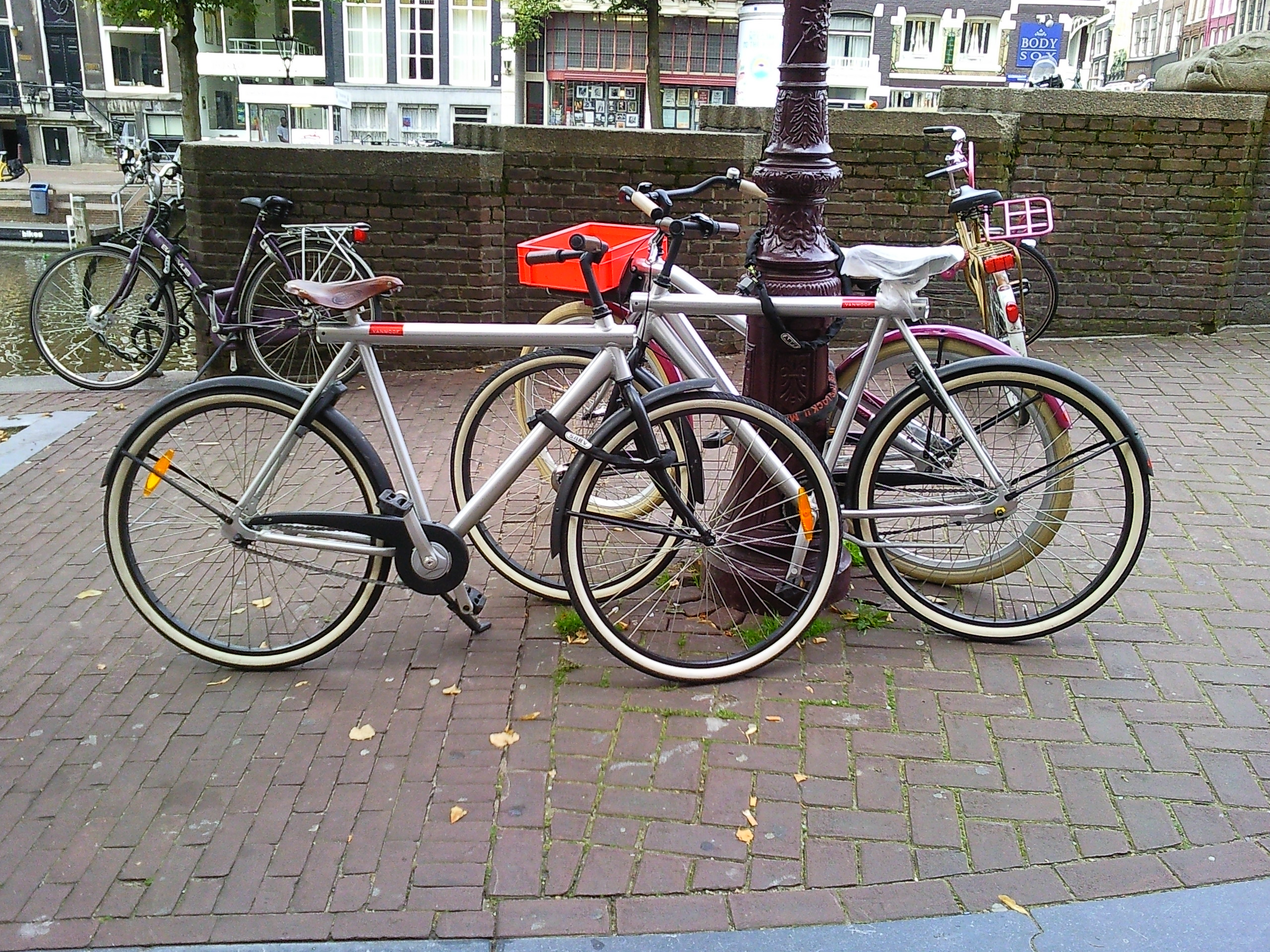
en een moderne stadsfiets

Een stadsfiets of citybike is een comfortabele fiets die vooral geschikt is voor dagelijks gebruik, zoals naar school, het werk en winkels.
De banden van een stadsfiets zijn minder geprofileerd en over het algemeen smaller dan die van mountainbikes maar breder dan die van racefietsen. Ze zijn daarom ook niet geschikt voor  wedstrijden en gebruik in ruw terrein zoals bergen, strand, bossen en velden.
Het nadeel van de stadsfiets is dat deze relatief zwaar is, vaak meer dan 18 kg. Dit komt door het stalen frame. De afstanden die ermee moeten worden afgelegd zijn echter klein en, althans in Nederland, is er weinig hoogteverschil, zodat het gewicht van de stadsfiets geen bewaar is.
Het ontwerp van de stadsfiets is simpel: geen versnelling en een terugtraprem. Hierdoor wordt de kans verkleind dat een onderdeel kapot gaat en is de stadsfiets bijna altijd direct te gebruiken. De gesloten kettingkast zorgt ervoor dat de ketting schoon blijft, dus bijna geen onderhoud nodig heeft. Er zijn ook luxere uitvoeringen van de stadsfiets met handremmen en een naafversnelling.

## Modellen en typen
Omafiets
Het bekendste en populairste model van de stadsfiets is de omafiets.
OV-fiets
De OV-fiets is een huurfiets die je op veel treinstations kan huren om naar jouw bestemming te fietsen en weer terug naar het station. Het zadel is gemakkelijk in hoogte verstelbaar en door het V-vormige frame is het zowel door dames als door heren te gebruiken. Zo kan iedereen ermee rijden.
Personal Bike
De Personal Bike is een stadsfiets met een uniek nummer dat onderdeel is van het frame. Hierdoor is het niet gemakkelijk te verwijderen en zo is de Personal Bike minder interessant voor de fietsendieven.
Transportfiets
Een andere soort stadsfiets is de transportfiets: behalve een bagagedrager boven het achterwiel, is boven het voorwiel ook een bagagedrager gemonteerd, zodat meer bagage kan worden meegenomen. Vaak zijn dit boodschappen. Op de voorbagagedrager zijn vaak permanent manden of plastic kratten gemonteerd. Sommige fietssters verfraaien hun stadsfiets met plastic bloemen of verven ze in kleuren, vaak met een uniek ontwerp.